# Marquesado de Brenes
El marquesado de Brenes es un título nobiliario español creado por el rey Carlos II el 1 de noviembre de 1679 a favor de Juan Antonio Vicentelo de Leca y Herrera, hijo del III señor de Brenes y I conde de Cantillana. 
Su nombre se refiere al municipio andaluz de Brenes, en la provincia de Sevilla. 
El título fue rehabilitado en 1924 por José Javier Ruiz de Arana y Fontagud, que se convirtió en el cuarto marqués de Brenes, más tarde XIII marqués de Castromonte

## Marqueses de Brenes
- Juan Antonio Vicentelo de Leca y Herrera, I marqués de Brenes , almirante de Galeones, caballero de la Orden de Santiago.[1]

Casó con Jerónima Tello Anfriano y Mañara. Le sucedió su hijo:
- Juan Eustaquio Vicentelo de Leca y Tello, II marqués de Brenes, falleció sin descendencia,[2] le sucedió su hermano:

- Tomás Vicentelo de Leca y Tello, III marqués de Brenes, sin descendencia.[2]

## Rehabilitación en 1924
- José Javier Ruiz de Arana y Fontagud (1898-14 de abril de 1972),[3] IV marqués de Brenes, XIII marqués de Castromonte, gentilhombre grande de España con ejercicio y servidumbre del rey Alfonso XIII.

Casó con Carmen Montalvo y Orovio, hija de José de Jesús Montalvo y de la Cantera, VI conde de Casa Montalvo. Le sucedió su hijo:
- José María Ruiz de Arana y Montalvo (1933-2004), V marqués de Brenes,[4] XIV marqués de Castromonte, XVII duque de Baena, XVII duque de Sanlúcar la Mayor, XV marqués de Villamanrique, XI conde de Sevilla la Nueva, V vizconde de Mamblas.

Casó con María Teresa Beatrice Marone y Borbón, hija de Enrico Eugenio Marone-Cinzano (Turín, 15 de marzo de 1895-Ginebra, 23 de octubre e 1968) y de María Cristina de Borbón y Battenberg (hija de Alfonso XIII). Le sucedió su hija:
- Inés Ruiz de Arana y Marone-Cinzano (n. 27 de diciembre de 1973),[5] VI marquesa de Brenes, XV marquesa de Castromonte.[6]